# Városháza (Sopron)

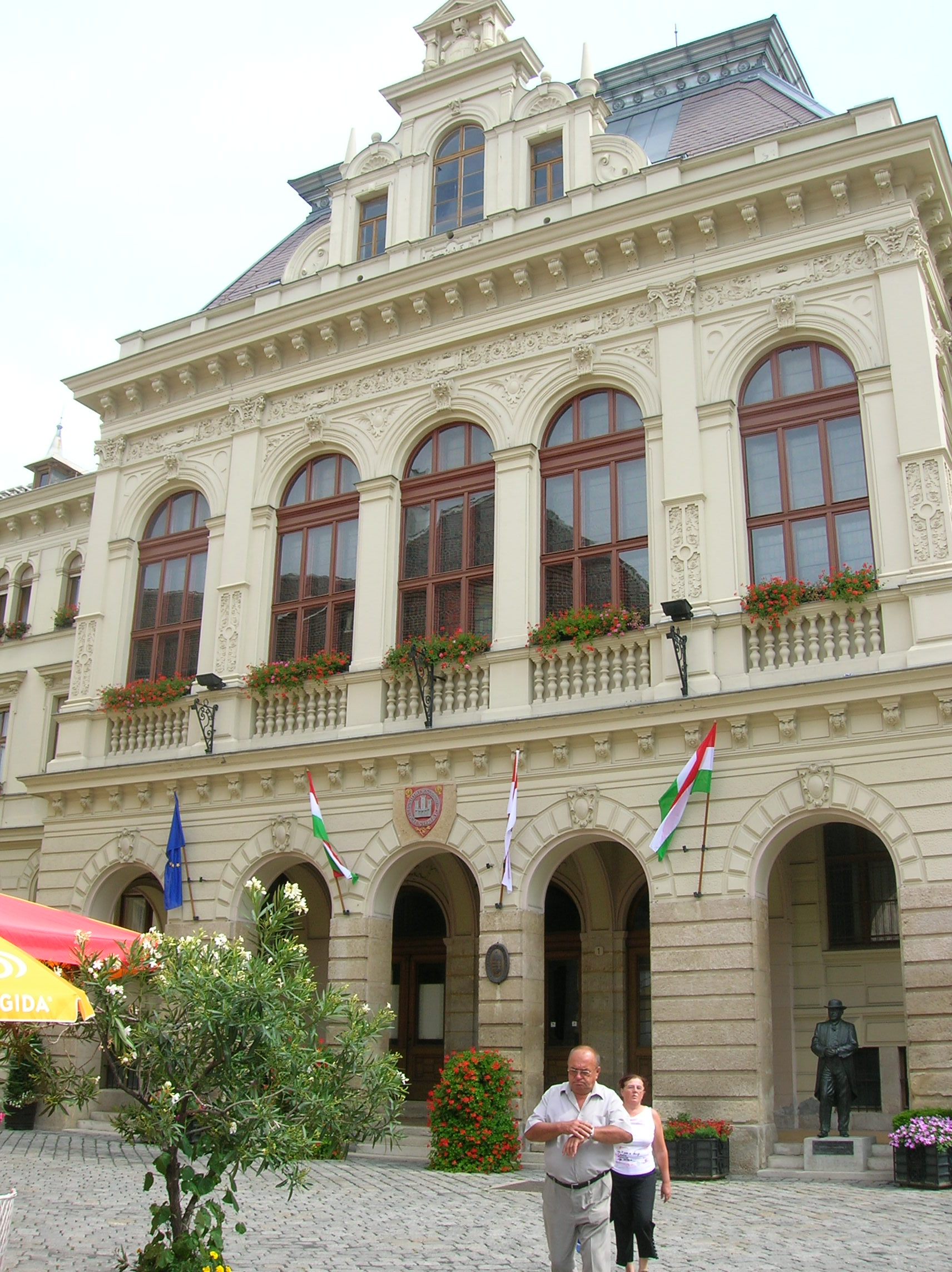
A soproni városháza bejárata

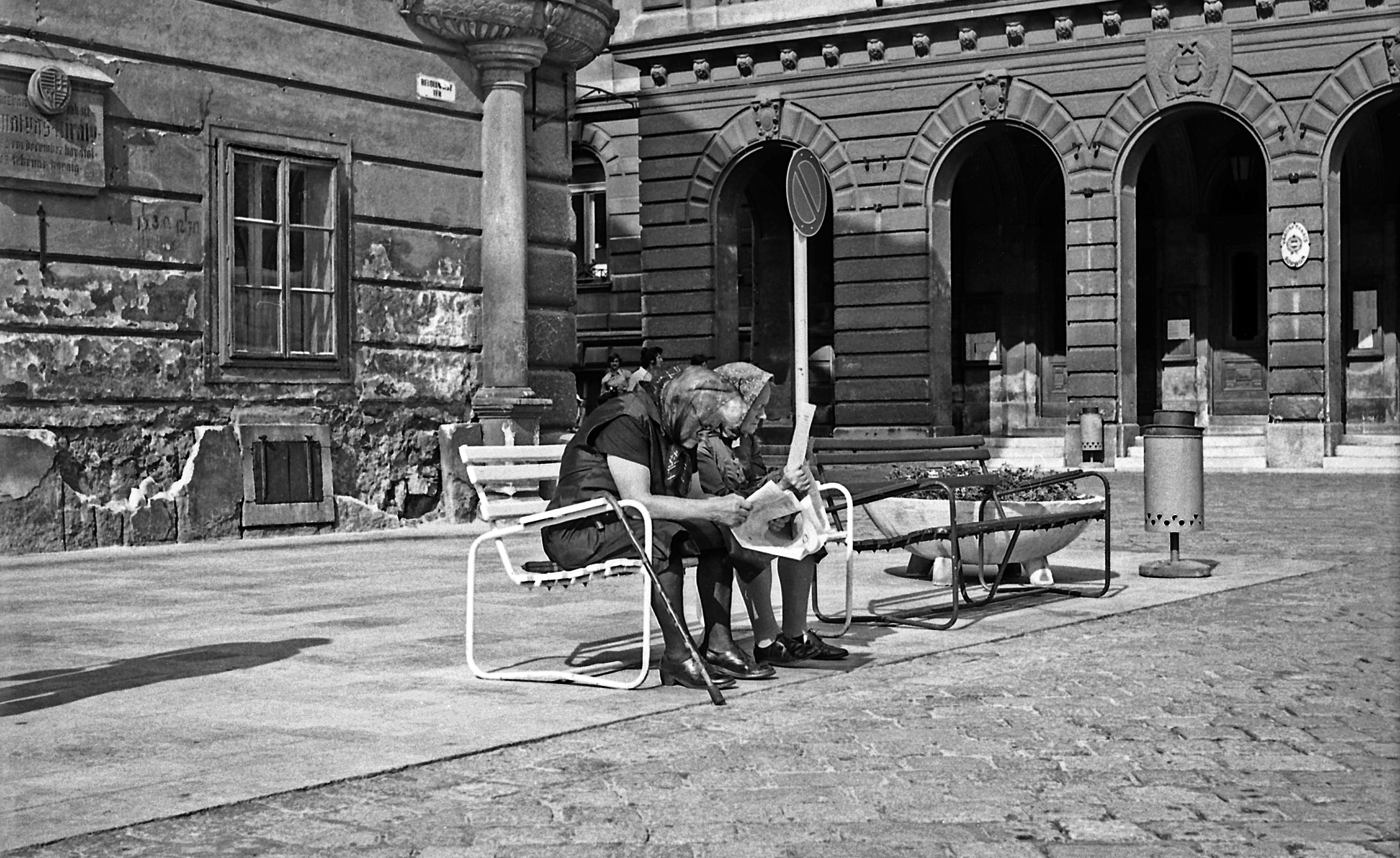
A soproni városháza, amikor még Tanácsháza volt, kapuján szocialista címerrel, és a tér neve Beloiannisz volt 1977-ben

A soproni városháza a város főterén áll. 

## Története
A Sopronban ma Fő térként ismert téren már 1497 óta állott városháza. Az akkori épület kisebb volt, mint a mai. Helyén még két másik épület is állt. A régi városháza mintegy 400 évig látta el köztisztviselőket. Mint sok más épületet, az 1676-os tűzvész ezt az épületet is jelentősen megrongálta. Azonban egy idő után az épület kicsinek bizonyult. S ekkor úgy döntött a városvezetőség, hogy új városházát építtet. Ezt a döntést akkor is, azóta is vitatják, hiszen ez az építkezés jelentősen átformálta a Fő tér hangulatát. A pénzügyi alapok megteremtése után a millennium évében megépült a városháza. Az országban ekkor egyedülálló esemény volt, hogy egy város új városháza avatásával ünnepli a millenniumot. A ház francia neoreneszánsz stílusban épült fel 1896-ban. 
A tervpályázaton a kivitelezést a csehországi születési bécsi építész, Moritz Hinträger (magyarosan Hintrager Mór) és fia, Carl Hinträger (magyarosan Hintrager Károly) nyerte el. A II. díjat Friedrich Schachner (magyarosan Schachner Frigyes) kapta, de részt vett a pályázaton Oskar Marmorek is (mindketten osztrákok).
A mostani Városháza területén állott hajdanán a Nepomuki Szent János-kápolna, melyet az újjáépítéskor le kellett bontani. Nem úgy bontották, mint manapság szokás, hogy lerombolják, hanem kövenként szedték szét, és a mai Villasor területén építették újjá, tehát a kápolna megőrizte eredeti alakját.

## Képek

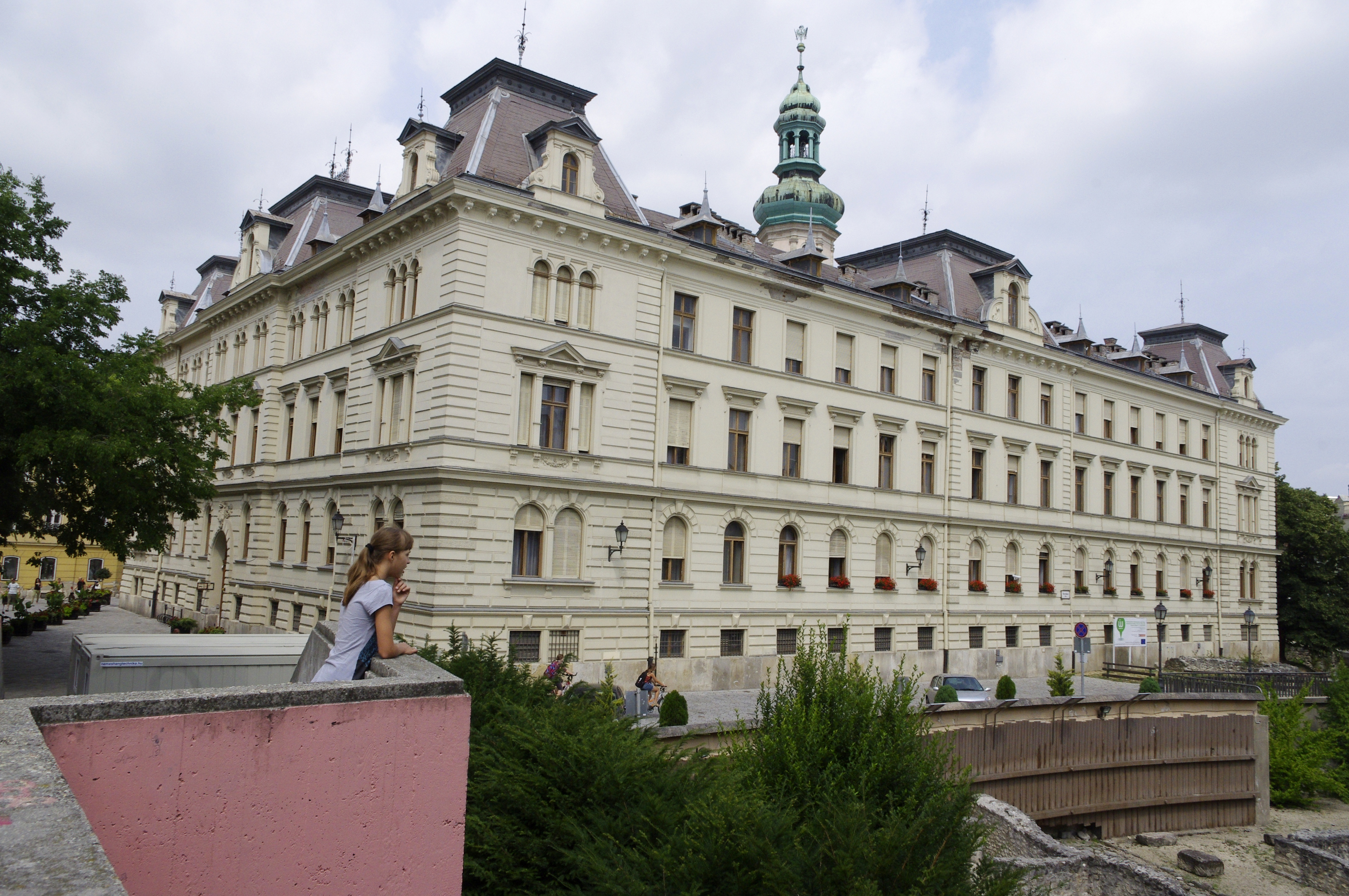
A soproni városháza a Városháza utca felől, mögötte a Tűztorony felső része látható
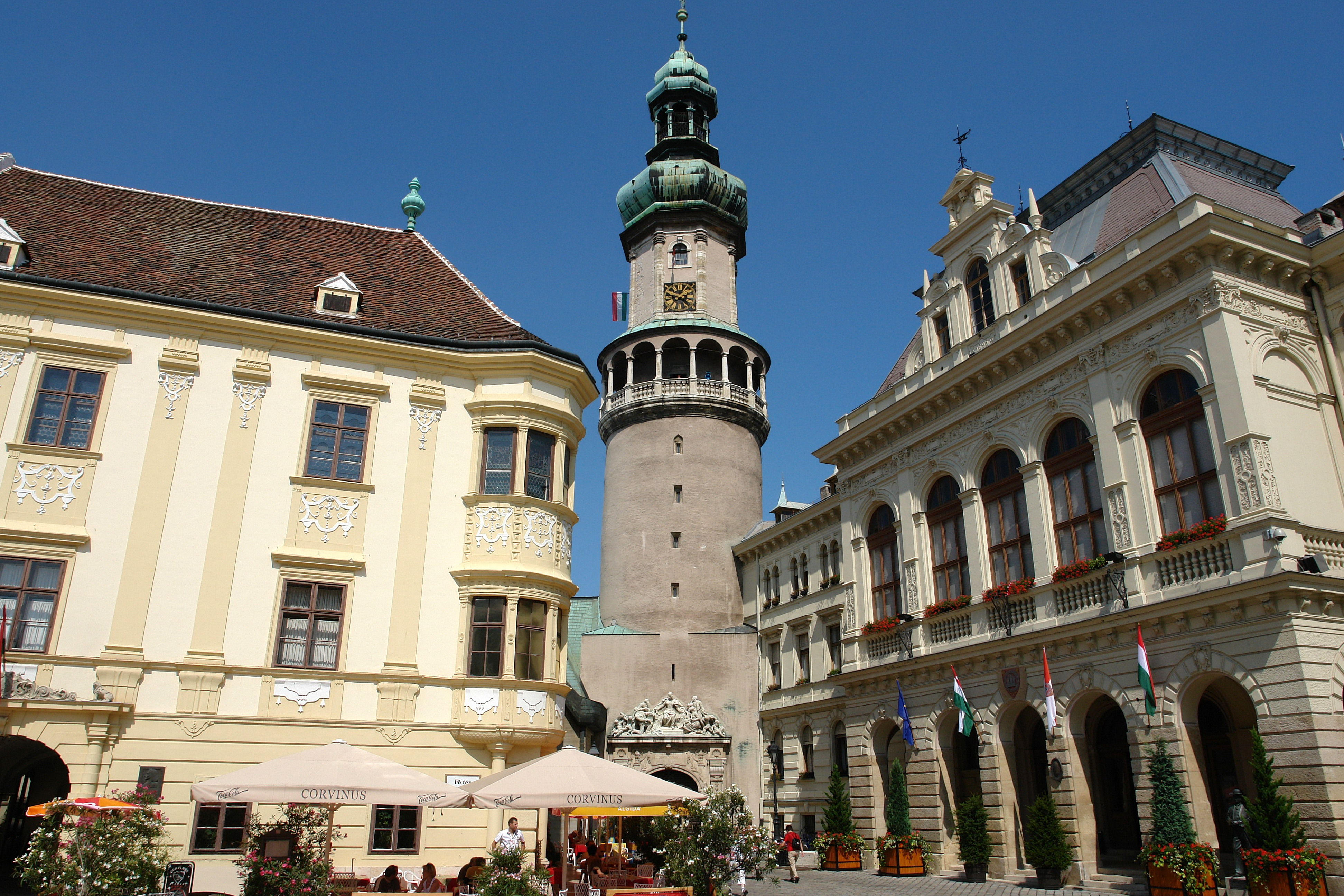
A Storno-ház, a Tűztorony és a városháza
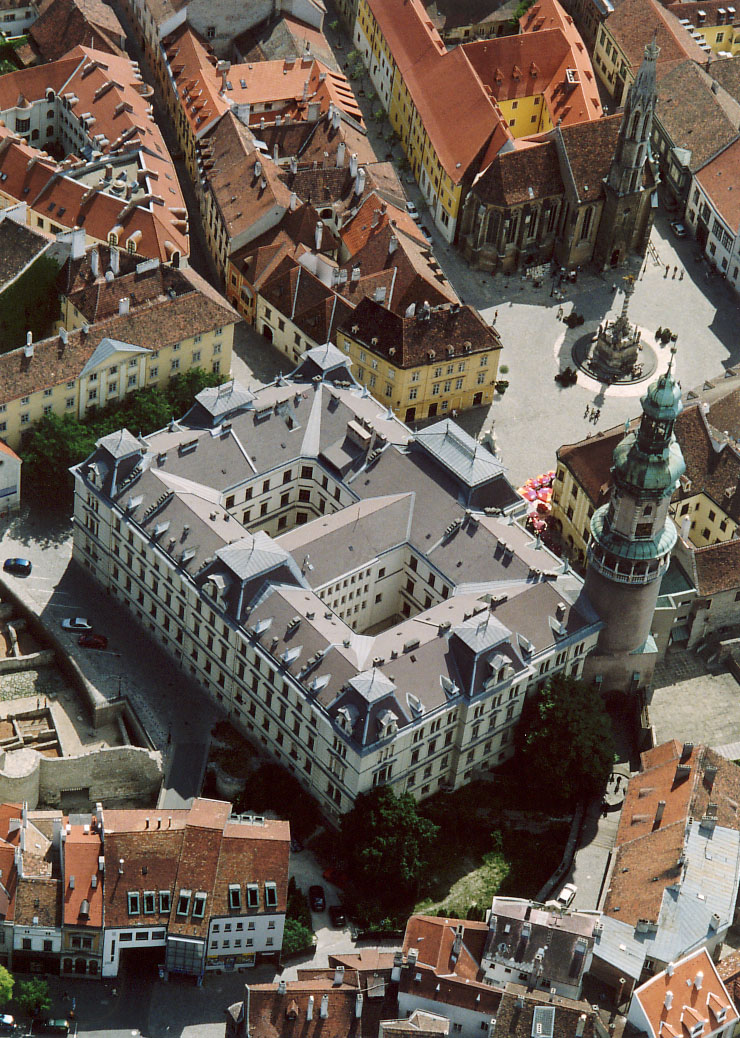
Légi fotó